# Das Weite Theater

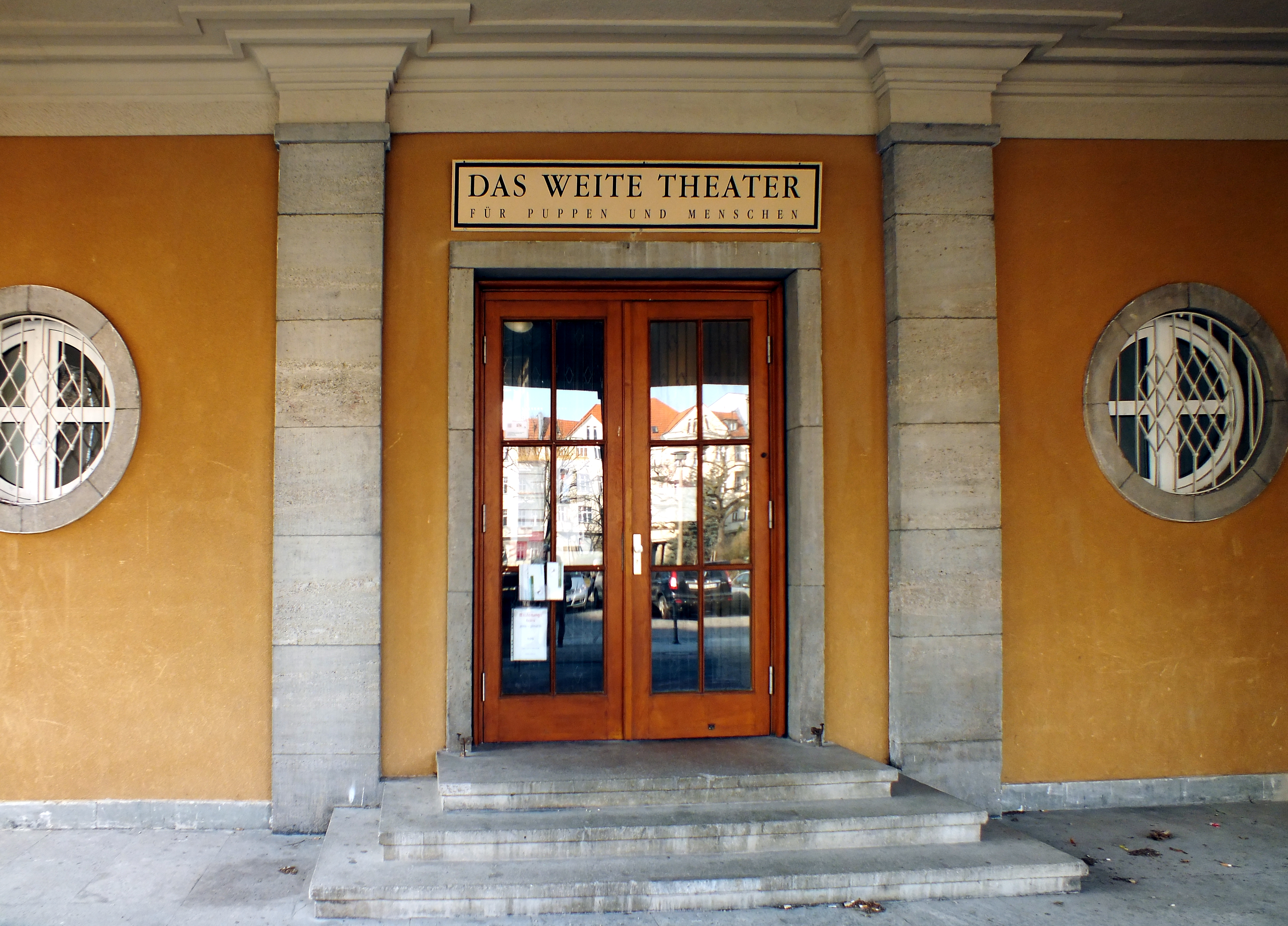
Einer der Eingänge

Das Weite Theater ist eine Kultureinrichtung in Berlin, die ihre Thematik über Puppenspiel an die Zuschauer vermittelt. Es hat seinen Sitz seit 2003 im Gebäudekomplex des ehemaligen Pionierhauses in Berlin-Lichtenberg, An der Parkaue.

## Geschichte
Die Deutsche Wiedervereinigung im Jahr 1990 brachte die Auflösung staatlicher Kultureinrichtungen der DDR mit sich. So gab es für das frühere Puppentheater Berlin (Puppentheater Die Schaubude an der Greifswalder Straße), keine finanzielle Unterstützung, das Ensemble aus Schauspielern und Musikern löste sich auf. 
Sechs Schauspieler sowie drei Musiker erhielten in einem früheren Club in Berlin-Hellersdorf die Gelegenheit, als Arbeitsbeschaffungsmaßnahme weiter aufzutreten. Sie schlossen sich 1992 unter dem neuen Namen Das Weite Theater zusammen, gründeten den Trägerverein Das Weite Theater für Puppen und Menschen e.V. und betrieben ihre kleine Spielstätte auf 140 Quadratmeter. Die Wahl des neuen Namens sollte das möglichst umfassende Repertoire zum Ausdruck bringen, von Vorstellungen für Kinder bis hin zu anspruchsvollen Darbietungen für Erwachsene. Außer Theaterspiel organisierten die Künstler Gitarrenkurse, leiteten andere Theatergruppen an und hielten weitere soziokulturelle Angebote bereit. Das Kulturamt Hellersdorf unterstützte die Aktivitäten tatkräftig und bot ihnen im Clubgebäude eine Bleibe. Das Areal vor dem Haus wurde in Theaterplatz umbenannt. Doch steigende Mieten, der schlechte bauliche Zustand des Clubs und stetig steigende Besucherzahlen veranlassten die Theatermacher, eine neue größere Spielstätte zu suchen. 

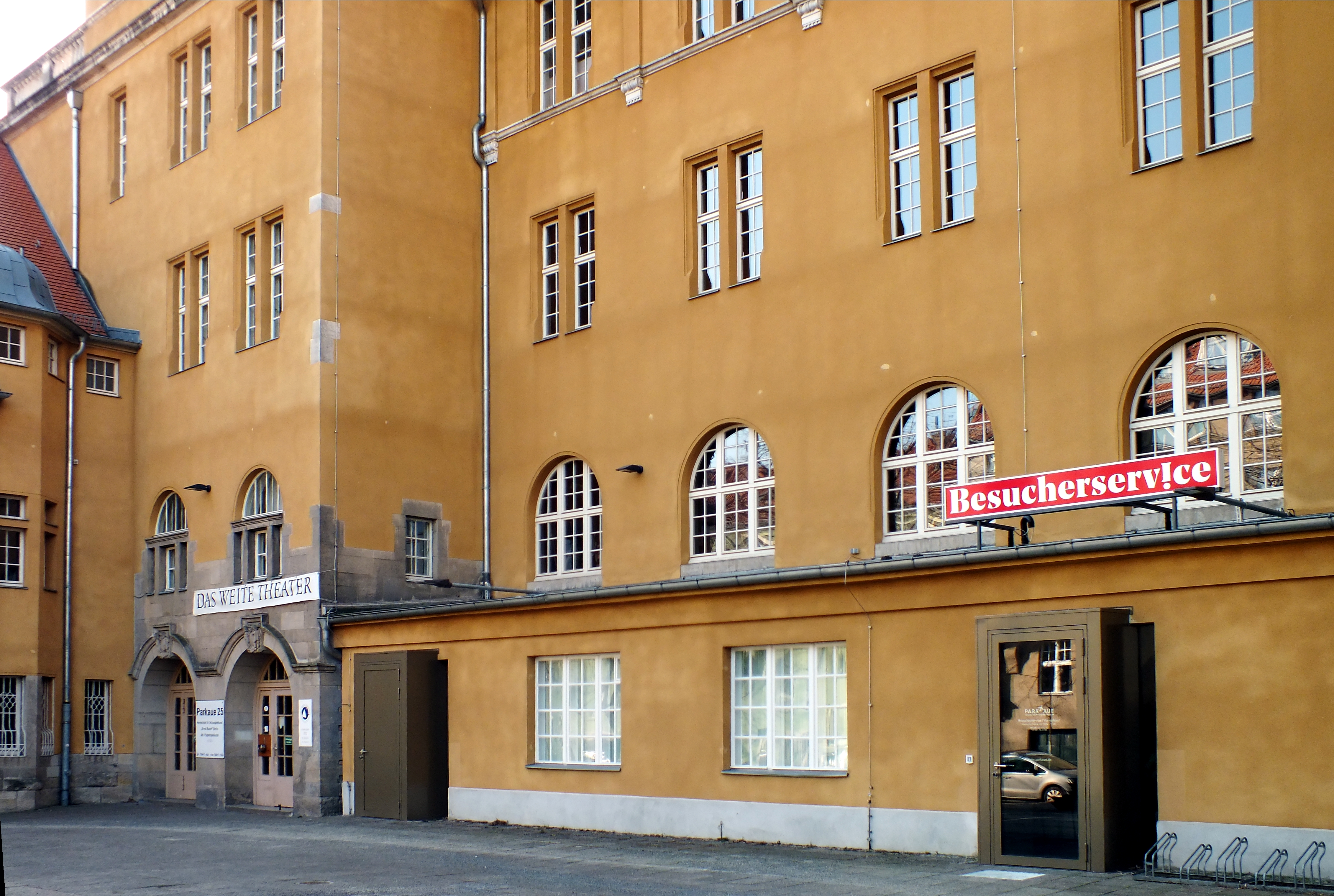
Namensbanner über einem der anderen Eingänge

Durch den ebenfalls vollzogenen Umbruch des früheren Pionierhauses wurden dort Räume frei und das Ensemble zog 2002 dorthin um. Die fünfköpfige künstlerische Leitung des Theaters fand mit der Abteilung Puppenspiel der Hochschule für Schauspielkunst „Ernst Busch“, die ebenfalls Räume im ehemaligen Pionierhaus bezogen hatte, gute Kooperationspartner. Mittlerweile wird das Weite Theater auch finanziell vom Senat von Berlin gefördert. Es bietet rund 100 Plätze für Besucher. Der frühere Wohngebietsclub in Hellersdorf wurde um 2005 abgerissen.
Mit dem Theater des Lachens aus Frankfurt (Oder) besteht eine Partnerschaft.
Das Weite Theater ist selbst auch auf Tournee in verschiedenen deutschen Städten und erarbeitete sich einen ausgezeichneten Ruf.

## Mitglieder des Weiten Theaters und Vorstellungen
Dem Kader des Theaters gehören Michael Hatzius (mit der Puppe Die Echse), Irene Winter, Christine Müller, Torsten Gesser, Martin Karl, Wieland Jagodzinski an, die alle mehr oder weniger ehrenamtlich tätig sind. Nur ein Techniker hat dagegen eine feste Anstellung.
Die Stücke sind unter anderem Adaptionen nach Klassikern von Bertolt Brecht oder William Shakespeare, aber auch selbst verfasste. Seit 1992 gab es bereits 80 Eigenproduktionen, begonnen mit der Dreigroschenoper von Bertolt Brecht und Kurt Weill. 
Im aktuellen Programm finden sich die Stücke Der weiße Hammer, Piraten, Piraten (Regie Björn Langhans, Premiere 2017), eine Querschnittsdarbietung wie Abend voller Abenteuer, Rotkäppchen, Kurze Nacht der Sommermärchen, Lange Nacht der Wintermärchen, Bei der Feuerwehr wird der Kaffee kalt. Neben Eigenproduktionen gibt es in der Spielstätte auch Gastauftritte anderer Schauspieler oder anderer Theater. Insgesamt befinden sich 18 Inszenierungen im Repertoire für Kinder und 11 für Erwachsene.